# Прапор Сінгапуру
Прапор Сінгапуру — один з офіційних символів Сінгапуру. Офіційно затверджений у 1959 році після отримання автономії від Британської імперії. Статус прапора Сінгапуру було підтверджено після проголошення незалежності 9 серпня 1965 року.
Прапор складається з двох однакових смуг: червоної зверху та білої знизу. Червоний колір символізує братерство та рівність людей, а білий — чистоту думок та дій. Зверху на прапорі зображений півмісяць та п'ять зірок, які створюють коло. Півмісяць символізує молоду націю, а зірки, п'ять символів Сінгапуру: демократію, мир, прогрес, рівність та справедливість. Існує додаткове пояснення зображених символів, що вони символізують дві основні етнічні групи, які проживають у країні: півмісяць малайці, п'ять зірок — китайці.